# Ali Wauters
Ali Wauters is een Vlaams acteur bekend als Youssef in de Vlaamse soapserie Thuis. Hij woont in de provincie Antwerpen.
Wauters was zeventien toen hij zijn eerste professionele rol speelde in het stuk Klassevijand onder regie van Leo Madder in het Raamtheater. Hij studeerde toen nog aan het Stedelijk Instituut voor Muzische Vorming. Na deze studies ging hij gedurende een jaar studeren aan het HIDK (Studio Herman Teirlinck). 
Vervolgens ging hij aan de slag bij vzw Sering, waar hij onder regie van Mia Grijp in verschillende producties te zien was. Daarnaast is Wauters ook actief in het jeugdtheater, onder meer bij theater Anna's Steen (CC Deurne) en in het bewegingstheater, onder meer in de Kopergietery met de Nederlandse dansgroep het Hans Hof Ensemble. Eind 2006 nam hij ook deel aan Bibber en Beef in cultuurcentrum Luchtbal in Antwerpen.
Op televisie was hij reeds te zien in Hof van Assisen, Spoed, Familie, Zone Stad en recenter ook op het grote scherm als Ahmed in De Hel van Tanger en in Sara. Wauters vertolkte verder de rol van Youssef Bakali in Thuis. Met deze rol probeerde hij een beter beeld te scheppen van de Marokkaanse gemeenschap. Hij verdween aan het eind van seizoen 2007-2008 uit de serie, samen met Maya Albert, die in de serie Aisha Fawzi speelde.
Wauters schrijft graag en houdt zich bezig met onder meer capoeira en boksen.